# Lexis bipunctigera
Lexis bipunctigera är en fjärilsart som beskrevs av Hans Daniel Johan Wallengren 1860. Lexis bipunctigera ingår i släktet Lexis och familjen björnspinnare. Inga underarter finns listade i Catalogue of Life.